# Teresia av Sachsen-Altenburg

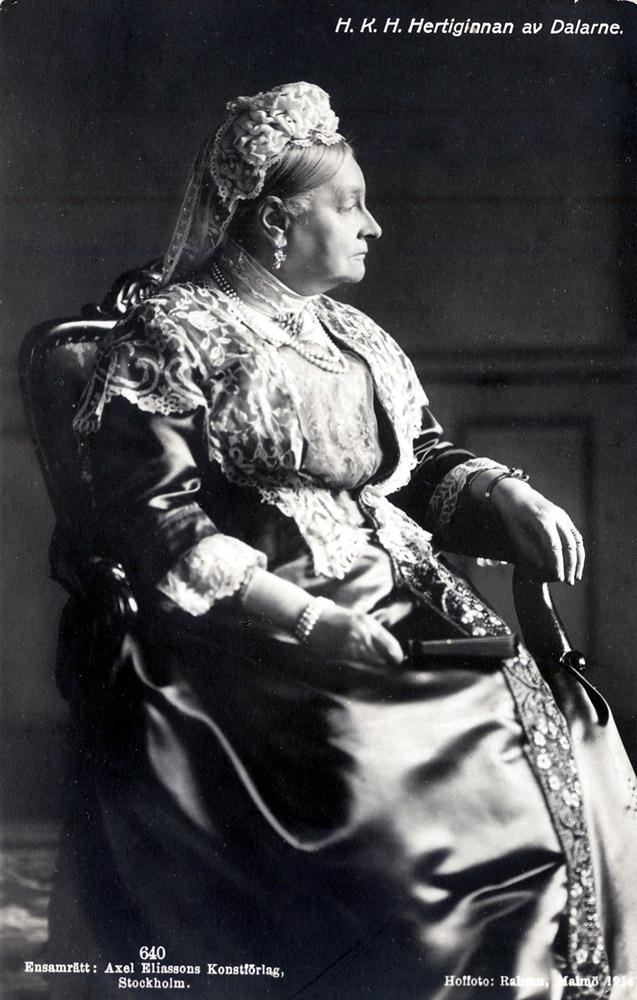
Prinsessan Teresia på äldre dar.

Teresia Amalia Karolina Josefina Antoinetta (Thérèse) av Sachsen-Altenburg, född 21 december 1836 på slottet Triesdorf i Bayern i Tyskland, död klockan 13.15 den 9 november 1914 på Haga slott i Solna, var prinsessa av Sachsen-Altenburg, en gren av furstehuset Wettin, och från 1864 svensk och mellan 1864 och 1905 norsk prinsessa samt hertiginna av Dalarna.

## Barndom
Teresia var dotter till Eduard av Sachsen-Altenburg och prinsessan Amalia av Hohenzollern-Sigmaringen. Modern dog då Teresia var fem år gammal. Hon växte upp i Bamberg och München där hennes far hade sin militärtjänstgöring. Efter faderns död 1852 bodde hon en tid hos sin kusin drottning Marie av Hannover och därefter hos sin morbror furst Karl Anton av Hohenzollern-Sigmaringen.

## Giftermål och äktenskap
Teresia mötte prins August av Sverige för första gången i Hannover 1852. Han besökte henne 1864 i Düsseldorf och efter att de umgåtts en vecka eklaterades förlovningen där den 7 januari. De vigdes den 16 april 1864 i Altenburg. Teresia beskrevs som anspråkslös, liten och klen till utseendet, med ett milt och sympatiskt uttryck. Äktenskapet blev barnlöst.
Det var inte något kärleksäktenskap, men de ska ha trivts bra tillsammans som vänner. Hon hade också goda relationer till sin svägerska, prinsessan Eugénie, som hon besökte på Gotland under somrarna.
August var sällan hemma. Han sade en gång: "De säger att jag är dum, men de skulle bara höra min Thérèse!". Hon blev med åren allt mer obalanserad och med tiden kom Teresia att kallas "Lilla hoppitossan" vid Karl XV:s hov.

## Åren som änka
När hon blev änka utsåg kungen (Oscar II) Louis De Geer till hennes gode man. Hon brevväxlade en tid med Ohan Demirgian, en ökänd bedragare som hon lärt känna 1869 och då gjort skandal genom sin närvaro vid hovet: Demirgian ska ha erbjudit sig att förhandla om nya äktenskap för henne. År 1875 skrev Fritz von Dardel: "Hertiginnan av Dalarna är nu av sina släktingar i Tyskland förklarad rubbad till förståndet och på deras begäran kommer hon över vintern att stanna i Schweiz och behandlas av en läkare".
Efter Augusts död 1873 bodde Teresia, nu kallad änkehertiginnan av Dalarna, dels i Stockholm, dels utrikes (på grund av nervproblem), bland annat i Neuchâtel i Schweiz, fram till 1890 då återvunnen hälsa gjorde att hon kunde återvända till Sverige, där hon bosatte sig i avskildhet på Haga slott. Hon kallades allmänt "Hagahertiginnan". Hon blev med åren en välkänd person i Stockholm då hon ofta kom åkande i vagn med två lakejer bakom. Hon var också omtalad inom kungafamiljen och hovet för sitt goda kök, och tyckte själv så mycket om mat att hon med tiden blev mycket överviktig.
Teresia var musikaliskt begåvad och har efterlämnat ett antal kompositioner. Hon besökte ofta kungliga logen vid Musikaliska Akademien. 
Teresia avled den 9 november 1914. Dödsorsaken var inre blödningar i magsäcken. Hon jordfästes av biskop Billing den 17 november och ligger begravd i det Bernadotteska gravkoret i Riddarholmskyrkan.